# Auguste Vaillant

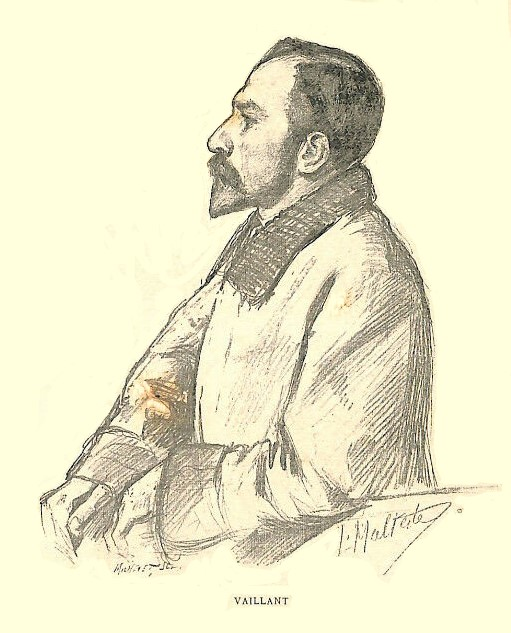
Auguste Vaillant, 1894, Zeichnung von Henri Malteste (1870–1920)

Auguste Vaillant (* 1861 in Mézières, Département Ardennes; † 5. Februar 1894 in Paris) war ein französischer Anarchist und Attentäter. Nach seinem Anschlag auf die Nationalversammlung der Dritten Französischen Republik wurden die lois scélérates – eine Reihe von Notstandsgesetzen – erlassen.

## Leben

### Vaillants Leben vor dem Attentat
Auguste Vaillant war der Sohn eines Polizisten der Gendarmerie und durchlebte eine schwere Kindheit. Der Vater kümmerte sich nicht um ihn. Ab seinem zwölften Lebensjahr lebte er alleine in Paris und bekam es einige Male wegen kleinerer Delikte mit der Polizei zu tun, da er bettelte und kleine Diebstähle beging. Er übte als Lehrling verschiedene handwerkliche Berufe aus und begeisterte sich für die Astronomie und die Philosophie. In dieser Zeit schloss sich Vaillant anarchistischen Gruppen in Paris an. Er heiratete und lebte in ärmlichen Verhältnissen. Aus der Ehe ging die Tochter Sidonie hervor, die spätere Frau von Sébastien Faure.
Ohne Erfolg versuchte er sich in der französischen Kolonie Algerien und dann in Argentinien eine neue Existenz aufzubauen und kehrte nach drei Jahren wieder nach Frankreich zurück. Nach seiner Rückkehr nach Paris mit Wohnsitznahme in Montmartre fand er nur gelegentliche Arbeiten und hatte Mühe, seine Familie über die Runden zu bringen. Er kam wieder in Kontakt mit den Pariser Anarchisten, die zu Unterstützern einer gewalttätigen Propaganda der Tat wurden. Seit 1892 begannen Anarchisten, als Erster Ravachol, mit Attentaten gegen die Bourgeoisie und Parlamentarier, die sie – bestärkt durch den Panamaskandal – verantwortlich sahen für die Missstände und sozialen Ungleichheiten in der französischen Gesellschaft.

### Das Attentat vom 9. Dezember 1893

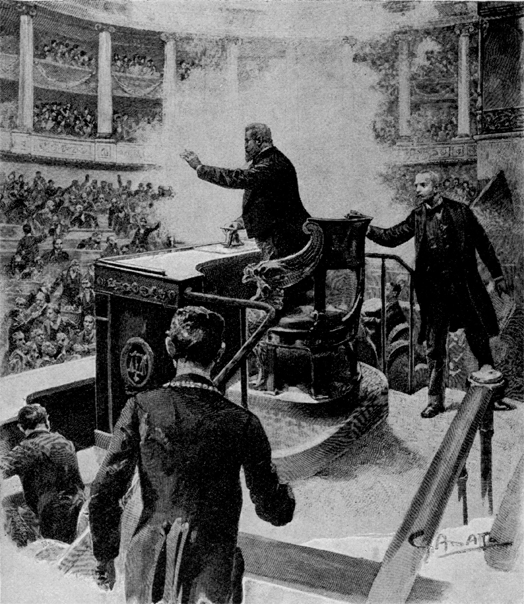
Vaillants Bombenanschlag auf die Französische Nationalversammlung, bei dem etwa 50 Personen – darunter auch Vaillant selbst – verletzt werden

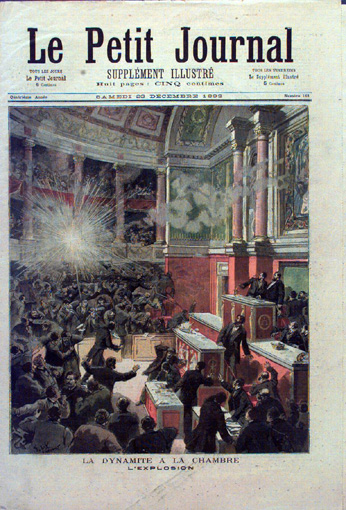
Darstellung des Attentats im Le Petit Journal

Um die Hinrichtung von Ravachol zu rächen und als Protest gegen die repressiven Maßnahmen durch Premierminister Jean Casimir-Périer, denen die Anarchisten ausgesetzt waren, verübte er am 9. Dezember 1893 einen Bombenanschlag auf die Französische Nationalversammlung. Etwa um vier Uhr nachmittags warf er von der Zuschauertribüne im Gebäude des Parlaments im Palais Bourbon aus eine Bombe auf die versammelten Parlamentarier. Die Bombe war selbstgemacht und mit Nägeln, Zink- und Eisenstücken gefüllt. Etwa 50 Personen, darunter Parlamentarier, Zuschauer und auch Auguste Vaillant selbst wurden durch die Explosion der Bombe verletzt. Vaillant wurde noch am Ort des Geschehens mit 20 weiteren Personen festgenommen.

### Der Prozess
Im Verhör in der darauffolgenden Nacht bekannte er sich zum Attentat. Während des Prozesses, bei dem ihn Fernand Labori verteidigte, sagte er aus, dass das Ziel des Anschlags darin bestanden habe, die Parlamentarier zu verletzen und nicht zu töten, weshalb er die Bombe mit Nägeln anstatt mit Kugeln gefüllt habe. Vaillant wurde zum Tode verurteilt, trotz Lancierung einer Petition zu seinen Gunsten von Priester Lemire, der beim Anschlag selbst verletzt wurde. Auch die Bitte um Begnadigung im Namen seiner Tochter an die Ehefrau von Präsident Marie-François Sadi Carnot konnte die Hinrichtung nicht mehr verhindern. Auguste Vaillant wurde am frühen Morgen des 5. Februar im Alter von 33 Jahren guillotiniert. Seine letzten Worte waren: „Lang lebe die Anarchie! Mein Tod wird gerächt!“

### Nachwirkung von Attentat und Hinrichtung Vaillants
Seine Tochter Sidonie Vaillant war fortan Waisenkind. Zwei Tage nach Vaillants Hinrichtung wurden die lois scélérates erlassen, die gegen die Anarchisten gerichtet waren und repressive Maßnahmen zur Folge hatten. Als Rache für Vaillants Hinrichtung tötete Sante Geronimo Caserio am 24. Juni 1894 in Lyon den französischen Präsidenten Sadi Carnot. In der Folge wird das Lied La complainte de Vaillant von F. Xan-Neuf und Herbert Spencer zur Hymne der Anarchisten.